# Haminoea virescens
Haminoea virescens är en snäckart som först beskrevs av G. B. Sowerby II 1833.  Haminoea virescens ingår i släktet Haminoea och familjen Haminoeidae. Inga underarter finns listade i Catalogue of Life.